# 9398 Bidelman
9398 Bidelman (1994 SH3) là một tiểu hành tinh nằm phía ngoài của vành đai chính được phát hiện ngày 28 tháng 9 năm 1994 bởi Spacewatch ở Kitt Peak.